# Костаке, Мирча
Мирча Костаке II (рум. Mircea Costache II; 2 мая 1940, Бухарест — 16 февраля 2016) — румынский гандболист, линейный. Известен по выступлениям за бухарестский гандбольный клуб «Динамо», в составе которого выступал на всём протяжении 1960-х годов. Восьмикратный чемпион Румынии по гандболу, двукратный чемпион мира, победитель Кубка европейских чемпионов, заслуженный мастер спорта Румынии (1961). Также известен как старший тренер национальных сборных Алжира и Португалии.

## Биография
Родился 2 мая 1940 года в Бухаресте.
Начинал играть в гандбол на серьёзном уровне в местной бухарестской команде «Динамо», в котором впоследствии состоял на протяжении всей своей карьеры, в том числе восемь раз становился чемпионом Румынии по гандболу, был финалистом Кубка европейских чемпионов (1963) и победителем Кубка европейских чемпионов (1965). Играл на позиции линейного.
Помимо выступлений за клуб, также регулярно привлекался в состав румынской национальной сборной. Так, в 1961 году представлял Румынию на чемпионате мира в Западной Германии, где завоевал с командой золотую медаль, в частности отметился забитым победным голом в финале. На следующем мировом первенстве, прошедшем в Чехословакии, румыны защитили своё чемпионской звание, вновь удостоились золота. В 1967 году Костаке в третий раз выступал на чемпионате мира и на сей раз вынужден был довольствоваться наградой бронзового достоинства — на стадии полуфиналов Румыния уступила Чехословакии, а затем в утешительном матче за третье место взяла верх над сборной СССР.
После завершения спортивной карьеры Мирча Костаке занялся тренерской деятельностью и на этом поприще тоже имел успех. В период 1971—1976 годов он возглавлял национальную сборную Алжира по гандболу, выиграл с ней несколько титулов и наград, например, под его руководством в 1973 году алжирцы одержали победу на чемпионате Африки, в 1974 году впервые прошли отбор на чемпионат мира, в 1975 году завоевали бронзовые медали на Средиземноморских играх. В 1976—1980 годах Костаке работал в юниорской и молодёжной сборных Португалии, затем в 1989—1994 годах занимал должность главного тренера основной португальской национальной команды.
Помимо тренерской работы, занимался и административной деятельностью. Будучи главным тренером сборной Алжира, одновременно с этим являлся советником министра по делам молодёжи и спорта. В 1997—2002 годах, после завершения тренерской карьеры, работал преподавателем в лиссабонском университете. Впоследствии вернулся на родину, занимался пропагандой спорта и здорового образа жизни. Отмечен множеством почётных наград и званий, кавалер ордена «За верную службу», заслуженный мастер спорта Румынии, почётный член Федерации гандбола Румынии.
Умер в результате сердечного приступа 16 февраля 2016 года в возрасте 75 лет.